# Surgères
 Surgères  es una población y comuna francesa, situada en la región de Poitou-Charentes, departamento de Charente Marítimo, en el distrito de Rochefort. Es el chef-lieu y mayor población del cantón de Surgères.

## Demografía
| 4839 | 5644 | 6178 | 6175 | 6049 | 6051 |
| Para los censos de 1962 a 1999 la población legal corresponde a la población sin duplicidades (Fuente: INSEE [Consultar]) |      |      |      |      |      |